# Stoff (Chemie)
|  |  |
|  |  |

|  |  |  |  |  |
|  |  |  |  |  |

|  |  |
|  |  |

|  |  |  |  |  |
|  |  |  |  |  |
|  |  |  |  |  |

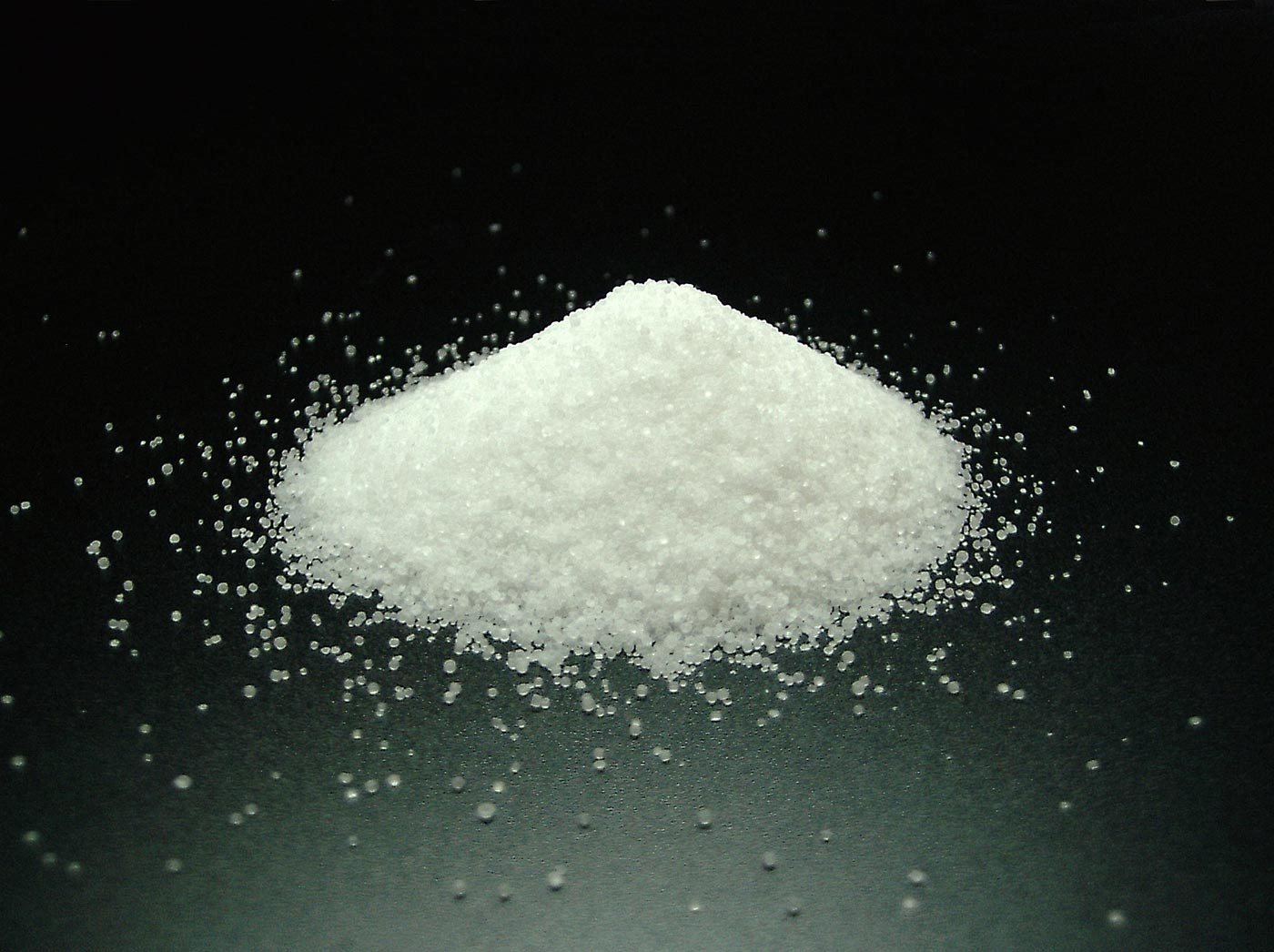
Der Stoff Natriumchlorid (Kochsalz)

Ein Stoff ist ein Begriff in der Chemie und bezeichnet Substanzen oder Materialien (in der Technik), in der Physik spricht man von Materie.

## Definitionen in der Chemie
In der Chemie werden Stoffe unterschieden in
- Reinstoffe (Elemente oder Verbindungen) und
- Gemische (Zubereitungen).

Wichtige Reinstoffe in der Chemie sind z. B. Wasser, Kochsalz (Natriumchlorid), Eisen und Alkohol (Ethanol); wichtige Stoffgemische bspw. Luft, Salzsäure und Kalilauge.
Jede Stoffportion besitzt eine Masse, hat ein Volumen (also einen Platzbedarf) und besitzt Energie. Die Form eines Körpers kann auch bei gleichem Stoff (Material) unterschiedlich sein (z. B. Eisendraht, -pulver, -blech, -kugeln, -wolle).
Für die Umwandlung eines Stoffes in einen oder mehrere andere Stoffe (eine chemische Reaktion) kann ein Reaktionsschema angegeben werden. Die Existenz von Stoffen wird in der Chemie durch Nachweisreaktionen bewiesen. Hier werden konkrete, qualitative Nachweisreaktionen – insbesondere aus der qualitativ-anorganischen Chemie, also für Anionen und Kationen – anschaulich und methodisch beschrieben. Die Bestimmung der Menge wird mit Hilfe moderner instrumenteller Analysemethoden durchgeführt (Instrumentelle Analytik).
Alle Stoffe sind von regelmäßiger Beschaffenheit. Bestehen Stoffe aus kleinsten Teilchen, so sind es Atome oder Moleküle bzw. deren Ionen, ansonsten aggregierte Systeme wie Cluster bzw. „Riesenmoleküle“ oder Formeleinheiten. Chemische Stoffe werden durch ihre physikalischen Eigenschaften wie Dichte, Schmelzpunkt oder elektrische Leitfähigkeit und chemischen Eigenschaften wie Gefahrstoffeigenschaften charakterisiert.

## Definitionen des Gesetzgebers
| Begriffsdefinition im Gefahrstoffrecht |                                                 |                                                   |
| EU-Gefahrstoffkennzeichnung            | „Stoff“ Verwendung erlaubt bis 1. Dezember 2012 | „Zubereitung“ Verwendung erlaubt bis 1. Juni 2015 |
| GHS-Gefahrstoffkennzeichnung           | „Stoff“                                         | „Gemisch“                                         |
| Schweizer Chemikalienverordnung        | „Stoff“                                         | „Zubereitung“                                     |
| Umfasst nach chemischer Definition     | Reinstoffe (Verbindungen, Elemente)             | Gemische (homogene und heterogene)                |

Abweichend vom obigen, in Chemiewissenschaft und technischer Anwendung üblichen Begriffsverständnis von Reinstoff, Gemisch und ihrem Oberbegriff „Stoff“ unterscheidet die EU in ihrem Chemikalienrecht bloß zwischen einem „Stoff“ (das wäre der Reinstoff obiger Definition, also das Element und eine Verbindung daraus) und der aus mehreren Stoffen gebildeten „Zubereitung“, die seit 2008 und bei der GHS-Kennzeichnung spätestens seit 2015 als „Gemisch“ bezeichnet wird. Für seine Zwecke nennt der Gesetzgeber „Stoff“ also lediglich das, was im Schema als „Reinstoff“ (Element oder Verbindung) deklariert ist und nicht als Oberbegriff auch für Gemisch oder früher Zubereitung. So galt seit der Einführung des GHS für „Stoffe“ ein anderer Termin (1. Dezember 2012) als für „Zubereitungen“ (dann „Gemische“, 1. Juni 2015), was mit dem unter Chemikern gebräuchlichen Begriffsverständnis unverständlich gewesen und ohne abweichende Legaldefinition nicht umsetzbar gewesen wäre. Als Zugeständnis an die Praktikabilität verwendet das EU-Recht allerdings doch einen erweiterten Stoffbegriff, indem es gewisse Zusatzstoffe und Verunreinigungen eines „Reinstoffes“ akzeptiert und diese ihn nicht „unrein“, also nicht zum Gemisch machen.

## Historisch
Früher wurden Stoffe auch als Chemische Körper bezeichnet; Körper bestehen im Unterschied zu Gemischen nur aus einem Element oder einer chemischen Verbindung.

## Verschiedene Unterscheidungen von Stoffen (Auswahl)
- Gefahrstoffe sind Stoffe, die besondere Gefahrenquellen darstellen können, zum Beispiel mit den Eigenschaften brennbar, explosiv oder giftig.
- Als Chemikalien werden Stoffe bezeichnet, die im Chemielabor oder in der chemischen Industrie eingesetzt oder produziert werden.